# Гортензія Богарне
Горте́нзія Ежені́ Сесі́ль Бонапа́рт (фр. Hortense Eugénie Cécile Bonaparte, до шлюбу Богарне́ (фр. Beauharnais); 10 квітня 1783, Париж, Франція — 5 жовтня 1837, маєток Арененберг, Тургау, Швейцарія) — королева-консорт Нідерландів (1806—1810), французька мисткиня та композиторка. 
У шлюбі з Людовиком Бонапартом, матір імператора Наполеона ІІІ. Дочка Жозефіни Богарне, падчериця Наполеона Бонапарта.